# 얀 피셰르
얀 피셰르(체코어: Jan Fischer, IPA: [ˈjan ˈfɪʃɛr], 1951년 1월 2일~)는 체코의 정치인이다. 2009년 4월부터 2010년 7월까지 제8대 체코의 총리를 지냈다.
프라하에서 태어났다. 프라하 경제 대학교에서 통계학·계량경제학을 전공하였다. 1989년 공산 정권 붕괴 전까지는 체코슬로바키아 공산당 당원이었다. 오랫동안 통계청 관료로 근무했다. 1990년 체코슬로바키아 연방 통계청 부청장이 되었고, 1993년 체코 공화국 성립 후 계속 통계청 부청장으로 재직했다. 2000년 부청장에서 해임되어 국제 기구, 대학 등지에서 일했으나, 2003년 통계청에 복귀, 청장이 되어 현재까지 계속 재직 중이다. 이런 가운데 2009년 3월, 미레크 토폴라네크 총리의 소수 중도우파 정부가 의회 불신임 투표에서 패배하여 연립 정권이 무너졌다. 주요 정당들과 토폴라네크 총리는 2009년 10월 조기 총선을 실시하기로 합의하고, 무당파인 얀 피셰르 통계청장을 과도 정부를 이끌 총리로 임명하기로 합의했다. 이에 따라 얀 피셰르는 새 내각을 구성하여 4월 9일 총리로 취임하였다. 그러나 2009년 10월 조기 총선은 시행되지 않았고, 원래 예정되었던 4년 주기에 따라 2010년 5월 28일 시행되었다. 총선 결과 중도좌파의 사회민주당이 가장 많은 의석을 확보했으나, 시민민주당 중심의 중도우파 계열이 더 많은 의석을 확보했다. 연정 구성 협상이 진행된 가운데 피셰르는 6월 25일 사임하여, 연정을 구성한 시민민주당의 페트르 네차스 대표에게 7월 13일 총리직을 인계하였다.

## 역대 선거 결과
| 선거명      | 직책명        | 대수 | 정당   | 득표율 | 득표수    | 결과 | 당락 |
| ----------- | ------------- | ---- | ------ | ------ | --------- | ---- | ---- |
| 2013년 선거 | 체코의 대통령 | 3대  | 무소속 | 16.36% | 841,437표 | 3위  | 낙선 |